# Mönchengladbach Challenger 2004
Il Mönchengladbach Challenger 2004 è stato un torneo di tennis facente parte della categoria ATP Challenger Series nell'ambito dell'ATP Challenger Series 2004. Il torneo si è giocato a Mönchengladbach in Germania dal 16 al 22 agosto 2004 su campi in terra rossa.

## Vincitori

### Singolare
Tobias Summerer ha battuto in finale  Davide Sanguinetti con il punteggio di 7–6(4), 6–1

### Doppio
Christopher Kas /  Philipp Petzschner hanno battuto in finale  Karsten Braasch /  Franz Stauder con il punteggio di 3–6, 6–2, 7–6(4)